# Сергеевка (Никольский район)
Сергеевка (укр. Сергіївка) — село на Украине, находится в Никольском районе Донецкой области. Основано немцами-меннонитами (см. Мариупольский меннонитский округ), как колония Гейбуден.
Код КОАТУУ — 1421785507. Почтовый индекс — 87021. Телефонный код — 6246.

## Население
- 1859 — 284 чел.
- 1908 — 337 чел.
- 1919 — 281 чел.
- 1922 — 302 чел.
- 2001 — 213 чел. (перепись)

В 2001 году родным языком назвали:
- украинский язык — 162 чел. (76,06 %)
- русский язык — 48 чел. (22,54 %)
- белорусский язык — 2 чел. (0,94 %)